# National Hockey League 1942/1943
National Hockey League 1942/1943 var den 26:e säsongen av NHL. 6 lag spelade 50 matcher i grundserien innan Stanley Cup inleddes den 21 mars 1943. Stanley Cup vanns av Detroit Red Wings som tog sin 3:e titel, efter finalsegern mot Boston Bruins 4-0 i matcher.
New York Rangers blev den här säsongen första lag att släppa in över 200 mål under NHL:s grundserien.
Den 21 november 1942 avskaffades sudden death i grundserien, på grund av att en av Andra världskrigets följder var restriktioner för tågtidtabellerna.

## Grundserien
| Nr | Lag                 | S  | V  | O  | F  | GM  | IM  | MS  | P  |
| -- | ------------------- | -- | -- | -- | -- | --- | --- | --- | -- |
| 1  | Detroit Red Wings   | 50 | 25 | 11 | 14 | 169 | 124 | +45 | 61 |
| 2  | Boston Bruins       | 50 | 24 | 9  | 17 | 195 | 176 | +19 | 57 |
| 3  | Toronto Maple Leafs | 50 | 22 | 9  | 19 | 198 | 159 | +39 | 53 |
| 4  | Montreal Canadiens  | 50 | 19 | 12 | 19 | 181 | 191 | −10 | 50 |
| 5  | Chicago Black Hawks | 50 | 17 | 15 | 18 | 179 | 180 | −1  | 49 |
| 6  | New York Rangers    | 50 | 11 | 8  | 31 | 161 | 253 | −92 | 30 |

## Poängligan 1942/1943
Not: SM = Spelade matcher, M = Mål, A = Assists, Pts = Poäng
| Spelare      | Lag                 | SM | M  | A  | Pts |
| ------------ | ------------------- | -- | -- | -- | --- |
| Doug Bentley | Chicago Black Hawks | 50 | 33 | 40 | 73  |
| Bill Cowley  | Boston Bruins       | 48 | 27 | 45 | 72  |
| Max Bentley  | Chicago Black Hawks | 47 | 26 | 44 | 70  |
| Lynn Patrick | New York Rangers    | 50 | 22 | 39 | 61  |
| Lorne Carr   | Toronto Maple Leafs | 50 | 27 | 33 | 60  |
| Billy Taylor | Toronto Maple Leafs | 50 | 18 | 42 | 60  |

## Slutspelet 1943
4 lag gjorde upp om Stanley Cup-pokalen, matchserierna avgjordes i bäst av sju matcher.

### Semifinal
Detroit Red Wings vs. Toronto Maple Leafs
Detroit Red Wings vann semifinalserien med 4-2 i matcher
Boston Bruins vs. Montreal Canadiens
Boston Bruins vann semifinalserien med 4-1 i matcher

## Stanley Cup-final
Detroit Red Wings vs. Boston Bruins
Detroit Red Wings vann finalserien med 4-0 i matcher

## NHL awards
| 1942–43 NHL awards         | 1942–43 NHL awards                |
| -------------------------- | --------------------------------- |
| O'Brien Trophy:            | Boston Bruins                     |
| Prince of Wales Trophy:    | Detroit Red Wings                 |
| Calder Memorial Trophy:    | Gaye Stewart, Toronto Maple Leafs |
| Hart Memorial Trophy:      | Bill Cowley, Boston Bruins        |
| Lady Byng Memorial Trophy: | Max Bentley, Chicago Black Hawks  |
| Vezina Trophy:             | Johnny Mowers, Detroit Red Wings  |

## All-Star
| Första                            | Position | Andra                           |
| --------------------------------- | -------- | ------------------------------- |
| Johnny Mowers, Detroit Red Wings  | M        | Frank Brimsek, Boston Bruins    |
| Earl Seibert, Chicago Black Hawks | B        | Jack Crawford, Boston Bruins    |
| Jack Stewart, Detroit Red Wings   | B        | Flash Hollett, Boston Bruins    |
| Bill Cowley, Boston Bruins        | C        | Syl Apps, Toronto Maple Leafs   |
| Lorne Carr, Toronto Maple Leafs   | HF       | Bryan Hextall, New York Rangers |
| Doug Bentley, Chicago Black Hawks | VF       | Lynn Patrick, New York Rangers  |
| Jack Adams, Detroit Red Wings     | Tränare  | Art Ross, Boston Bruins         |

### Fotnoter
1. ↑  ”Rauzulu's Street”. Arkiverad från originalet den 27 september 2011. https://web.archive.org/web/20110927023751/http://www.rauzulusstreet.com/hockey/nhlhistory/nhlrules.html. Läst 8 oktober 2011.